# خليج الصدة

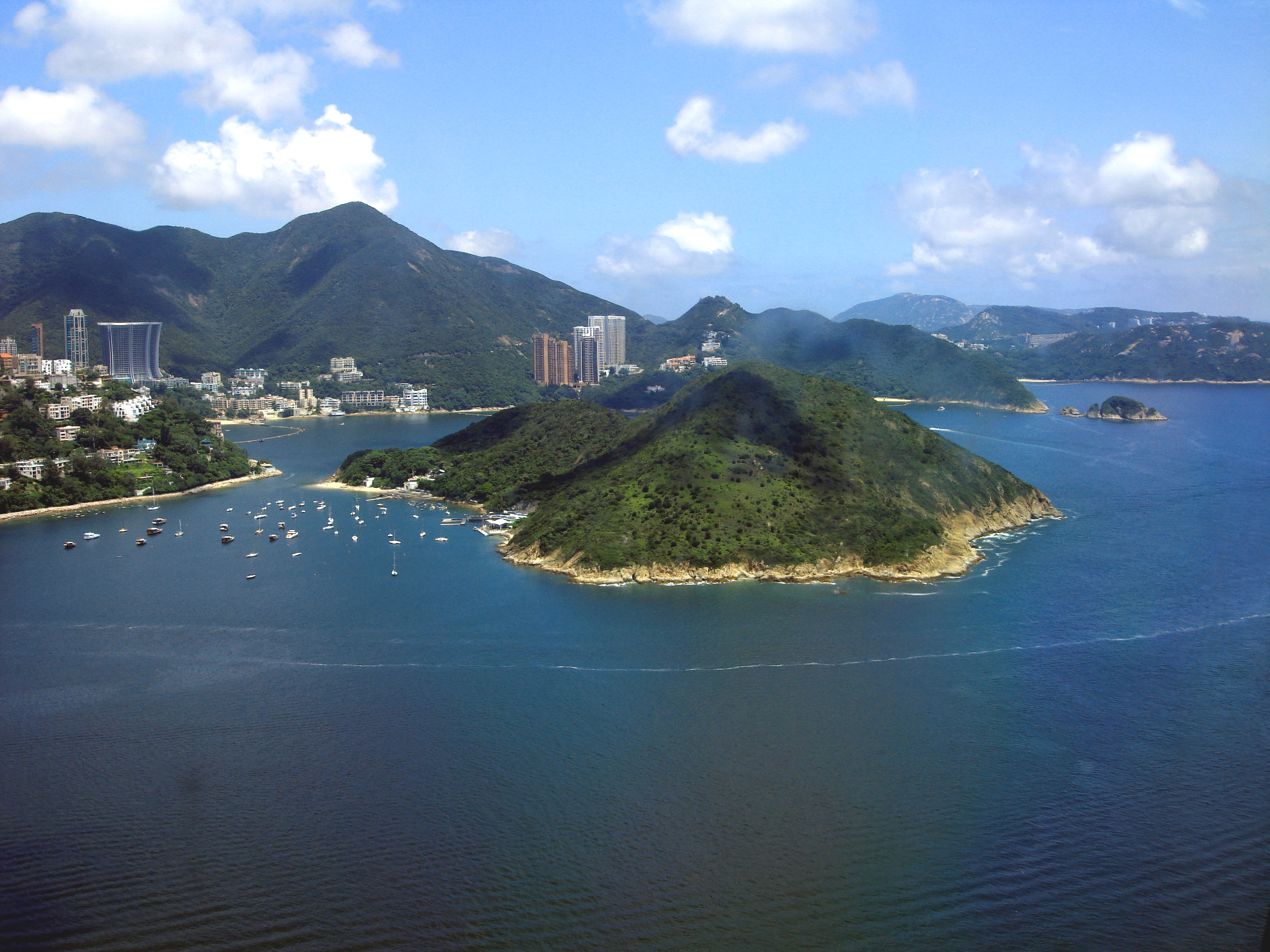
بالنظر إلى جزيرة الأوسط، قبالة جزيرة هونغ كونغ (يسار) بين خليج المياه العميقة وخليج الصدة.

خليج الصدة (بالإنجليزية: Repulse Bay)‏ خليج في الجزء الجنوبي من جزيرة هونغ كونغ، يقع في المقاطعة الجنوبية، هونغ كونغ.